# Білява бомба (фільм)
«Білява бомба» (англ. Bombshell) — американська докодекса екцентрична комедія 1933 року режисера Віктора Флемінга, у головних ролях Джин Гарлоу, Лі Трейсі, Френк Морґан, Обрі Сміт, Мері Форбс та Франшо Тоун.

## Сюжет
Кінозірка Лола Бернс (Джин Гарлоу) розлючена на свого студійного публіциста Е. Дж. «Спейса» Генлона (Лі Трейсі), який годує пресу нескінченними фальшивими скандалами про неї. Сім'я Лоли та прислуга ще одна причина її турбот, оскільки кожен намагається відхопити трохи грошей від актриси. Все, що вона дійсно хоче — жити нормальним життям і довести громадськості, що вона не сексуальна жінка-вамп, а справжня леді. Вона намагається усиновити дитину, але Генлон, який таємно любить її, зриває всі її плани.
Лола вирішує, що не зможе більше так жити, і тікає з Голлівуду. Вона зустрічає багатого і романтичного Ґіффорда Міддлтона (Франшо Тоун), який ненавидить кіно а, отже, ніколи не чув про Лолу і її скандальну славу у пресі. Незабаром вони закохуються і Ґіффорд пропонує їй одружитися. Лола знайомиться з батьками нареченого, але все руйнується, коли Генлон разом з родиною Лоли знаходить її, і розповідає Мідлтону правду. Лола ображається на грубі слова Ґіффорда і його батьків, і приймає пропозицію Генлона повернутися до Голлівуду. Але вона й не здогадується, що аристократи Міддлтони просто актори, яких найняв Генлон.

## Ролі виконують
- Джин Гарлоу — Лола Бернс
- Лі Трейсі — E.Дж."Спейс" Генлон
- Френк Морґан — Попс Бернс
- Франшо Тоун — Ґіффорд Міддлтон
- Пет О'Браєн — Джим Броген
- Уна Меркел — Мак
- Тед Гелі — Молодший Бернс
- Іван Лєбєдьофф — Х'юґо, Маркіз Ді Піза
- Луїз Беверс — Лоретта
- Леонард Кері — Вінтерс
- Мері Форбс — місіс Міддлтон
- Обрі Сміт — містер Венделл Міддлтон

## Виробництво
Історія висміює зіркові роки Клари Боу: «Лола Бернс» — Клара Боу, «Е.Дж. Генлон» — Б.П. Шульберґ, «Попс Бернс» — Роберт Боу, «Мак» — Дейзі ДеВо, «Ґіффорд Міддлтон» — Рекс Белл.
Режисер Віктор Флемінґ був нареченим Боу у 1926 року.
Успіх фільму призвів до того, що Джин Гарлоу, стала відома як «Білява бомба».
На початку фільму Лола Бернс каже, що вона має зняти повторні дублі однієї зі сцен фільму «Червоний пил» — назва реального фільму з Гарлоу і Ґейблом у головних ролях, яка вишла роком раніше.